# 2626 Belnika
2626 Belnika је астероид главног астероидног појаса чија средња удаљеност од Сунца износи 2,850 астрономских јединица (АЈ).
Апсолутна магнитуда астероида је 11,7.